# Bahnhof Higashi-Kushiro
Der Bahnhof Higashi-Kushiro (japanisch 東釧路駅, Higashi-Kushiro-eki, deutsch „Bahnhof Kushiro-Ost“) ist ein Bahnhof auf der japanischen Insel Hokkaidō. Er befindet sich in der Unterpräfektur Kushiro auf dem Gebiet der Stadt Kushiro.

## Beschreibung

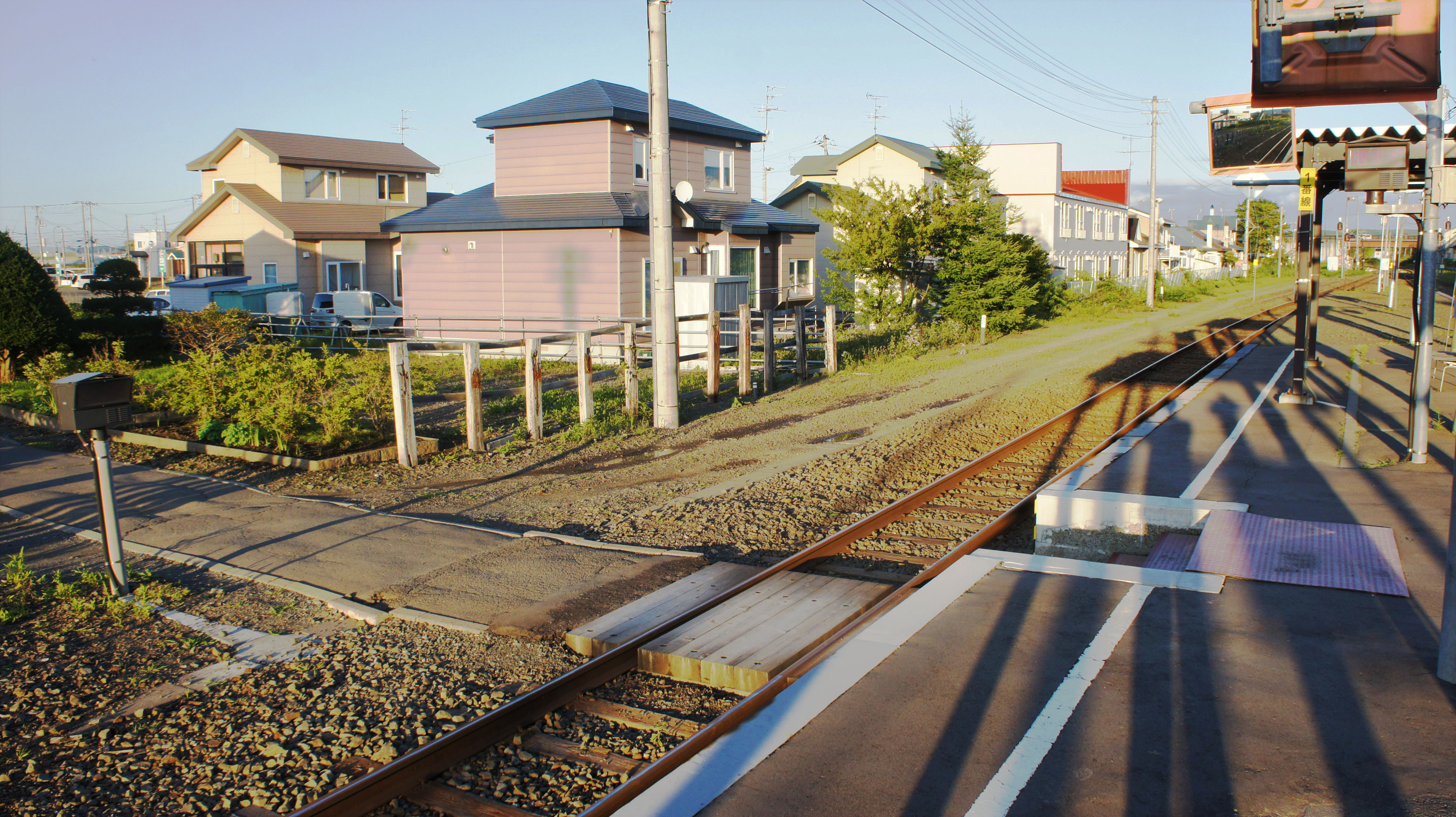
Bahnübergang vor Ort (September 2018)

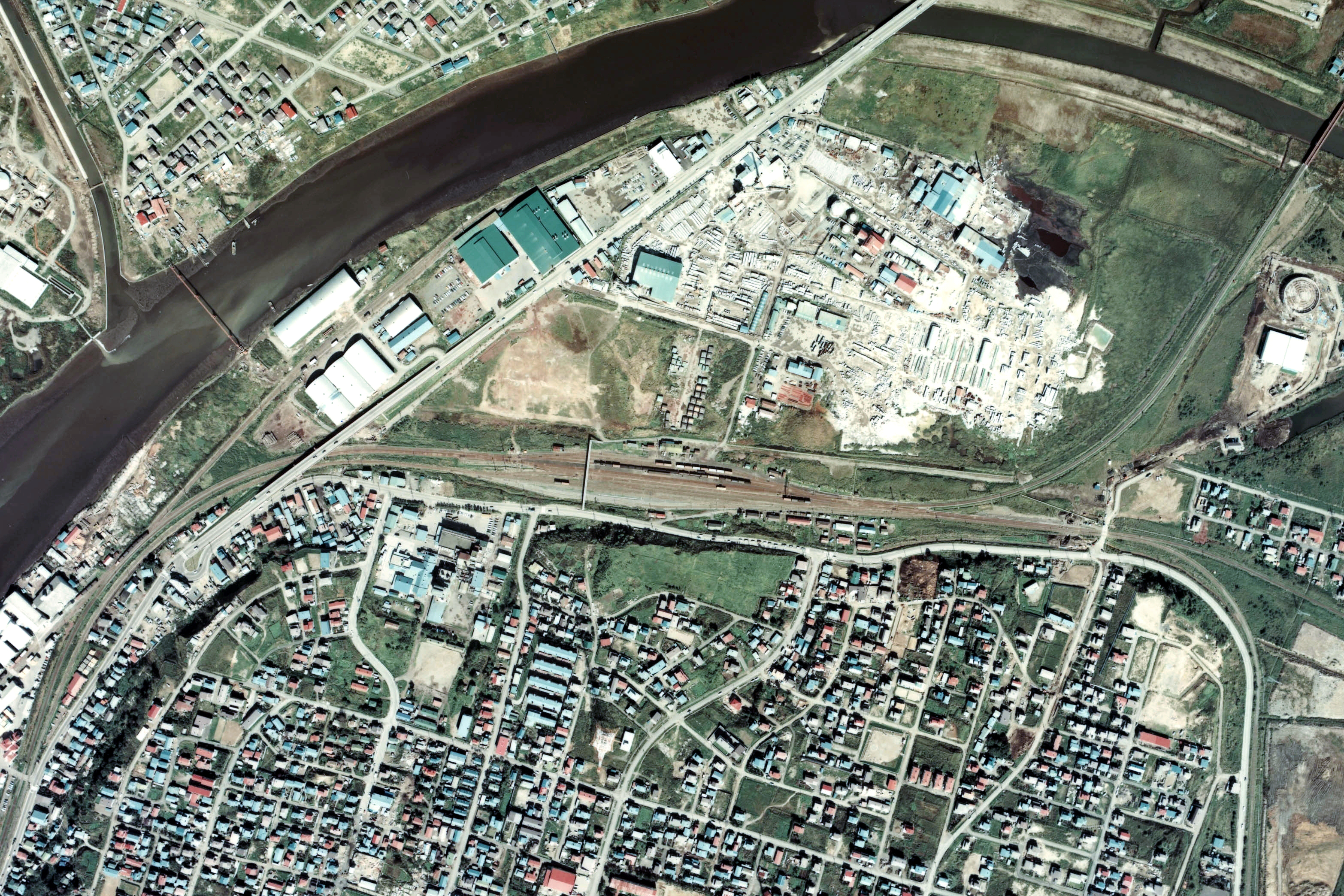
Luftansicht (1977)

Higashi-Kushiro ist ein Trennungsbahnhof am nordöstlichen Stadtrand von Kushiro. Er liegt an der Nemuro-Hauptlinie, die von Takikawa über Obihiro und Kushiro nach Nemuro führt. Von dieser zweigt die Senmō-Hauptlinie nach Abashiri ab. Beide Linien werden von der Gesellschaft JR Hokkaido betrieben. Regionalzüge verkehren auf der Nemuro-Hauptlinie alle zwei bis drei Stunden, auf der Senmō-Hauptlinie fünfmal täglich.
Der Bahnhof ist von Westen nach Osten ausgerichtet und besitzt zwei Gleise, die beide dem Personenverkehr dienen. Sie liegen an einem Mittelbahnsteig, der durch eine Überführung mit dem Empfangsgebäude an der Nordseite der Anlage verbunden ist.

## Geschichte
Das Eisenbahnamt (das spätere Eisenbahnministerium) eröffnete 1917 den Abschnitt Kushiro–Akkeshi der Nemuro-Hauptlinie, die Züge fuhren jedoch am heutigen Bahnhofstandort mehr als zehn Jahre ohne Halt durch. Unmittelbar westlich davon entstand 1923 eine kurze Zweigstrecke zum Güterbahnhof Tennei (bis 1984 in Betrieb). Am 16. März 1925 folgte die Inbetriebnahme einer Ausweiche namens Betsuho (別保). Eine weitere Staatsbahnstrecke, die Senmō-Hauptlinie, hatte hier ab dem 15. September 1927 ihren Ausgangspunkt. Der Bahnhof Higashi-Kushiro wurde schließlich am 11. November 1928 am Standort der Ausweiche eröffnet.
Von der Ausweiche Betsuho bzw. vom Bahnhof Highashi-Kushiro aus betrieb die Bergbaugesellschaft Taiheiyo Kōhatsu zwei Hafenbahnen. Die 9,1 km lange Strecke nach Irifune-chō wurde am 16. März 1925 eröffnet, am 10. Januar 1937 folgte die 2,2 km lange Strecke nach Shiruyama. Letztere wurde am 1. Juni 1985 stillgelegt. Auf der älteren Hafenbahn wird zwar noch ein 4 km langes Teilstück genutzt, das jedoch seit dem 1. November 1986 nicht mehr mit dem restlichen japanischen Bahnnetz verbunden ist.
Aus Kostengründen stellte die Japanische Staatsbahn am 15. Januar 1962 den Güterumschlag im Bahnhof Higashi-Kushiro ein, am 1. Februar 1984 auch die Gepäckaufgabe. Im Rahmen der Staatsbahnprivatisierung ging der Bahnhof am 1. April 1987 in den Besitz der neuen Gesellschaft JR Hokkaido über. Seit dem 15. März 1994 ist hier kein Personal mehr stationiert.